# Грей, Генри, 4/7-й барон Грей из Коднора
Генри де Грей (англ. Henry de Grey; приблизительно 1435 — 8 апреля 1496) — английский аристократ, крупный землевладелец Валлийской марки, барон Грей из Коднора с 1444 года (по разным версиям нумерации, 4-й или 7-й). Единственный сын Генри де Грея, 3-го или 6-го барона, и Маргарет Перси. Унаследовал семейные владения и баронский титул после смерти отца. В 1461 году участвовал во второй битве при Сент-Олбансе на стороне Ланкастеров, но позже признал Йорков. В 1463 году барон получил от короля разрешение на проведение алхимических экспериментов, обязавшись сообщить, если ему удастся превратить неблагородные металлы в золото. В марте 1473 года Грей стал управляющим всеми королевскими замками в Северной Ирландии.
Генри де Грей был женат трижды: на Кэтрин Стрэнгвейс (дочери сэра Томаса Стрэнгвейса и Кэтрин Невилл), на Маргарет, чъё происхождение неизвестно, и на Кэтрин Стортон, дочери Уильяма Стортона, 2-го барона Стортона, и Маргарет Чидеок. Все эти браки остались бездетными, так что земли Греев были разделены между тётками Грея, а баронский титул перешёл в состояние ожидания.